# Charlie Murphy (Schauspielerin)
Charlie Murphy (* 19. April 1988 in Enniscorthy, County Wexford) ist eine irische Theater- und Filmschauspielerin.

## Leben und Karriere
Murphy wurde am 19. April 1988 in Enniscorthy, laut anderen Angaben am 30. November 1987 in Wexford, geboren. Ihre Eltern Brenda und Pat Murphy sind mit einem eigenen Friseursalon selbstständig. Sie hat fünf Geschwister. Als sie 12 Jahre alt war, zog die Familie nach Wexford. Von 2006 bis 2008 erhielt sie ihre Schauspielausbildung an der Gaiety School of Acting. Ab 2009 erfolgten erste Serienrollen. Von 2010 bis 2014 stellte sie in der Fernsehserie Love/Hate die Rolle der Siobhan dar. Für ihre dortigen Leistungen wurde sie 2013 mit dem Irish Film & Television Academy in der Kategorie Best TV Actress ausgezeichnet.
2014 war Murphy in der Rolle der Brigid im Film ’71: Hinter feindlichen Linien und in der weiblichen Hauptrolle der Inghean im Film Northmen – A Viking Saga zu sehen. Sie blieb dem Wikinger-Filmgenre treu, als sie 2015 im Netflix Originals The Last Kingdom in drei Episoden die Rolle der Königin Iseult, eine heidnische Seherin, darstellte. Von 2014 bis 2023 verkörperte sie die Rolle der Ann Gallagher in der Fernsehserie Happy Valley – In einer kleinen Stadt in insgesamt 17 Episoden. Für ihre Leistungen in der Fernsehserie wurde sie 2017 von der Irish Film & Television Academy zur besten Seriennebendarstellerin gekürt. 2017 hatte sie eine Nebenrolle in The Foreigner inne. Ab demselben Jahr bis einschließlich 2019 wirkte sie in der Rolle der Jessie Eden in der Fernsehserie Peaky Blinders – Gangs of Birmingham mit. 2018 konnte sie erneut die Auszeichnung als besten Seriennebendarstellerin von der Irish Film & Television Academy entgegennehmen. 2020 war sie im Thriller The Winter Lake als Elaine – eine der Hauptdarstellerinnen – zu sehen. Seit 2022 spielt sie in der Fernsehserie Deadline und zwischen 2022 und 2024 in der Fernsehserie Halo mit.
Im Juni 2025 gab Murphy bekannt, erstmals Mutter geworden zu sein, als sie dem Vater des Kindes, ihrem Partner Sam Yates, zum Vatertag gratulierte.

## Filmografie (Auswahl)
- 2009: The Clinic (Fernsehserie, Episode 7x03)
- 2010: Single-Handed (Fernsehserie, 3 Episoden)
- 2010–2014: Love/Hate (Fernsehserie, 27 Episoden)
- 2012: Misfits (Fernsehserie, Episode 4x05)
- 2013: Philomena – Eine Mutter sucht ihren Sohn (Philomena)
- 2013: Small Time (Kurzfilm)
- 2013: Ripper Street (Fernsehserie, Episode 2x04)
- 2013–2014: The Village (Fernsehserie, 12 Episoden)
- 2014: ’71: Hinter feindlichen Linien (’71)
- 2014: Der Pathologe – Mörderisches Dublin (Quirke, Mini-Serie, Episode 1x02)
- 2014: Northmen – A Viking Saga
- 2014: The Young Victorians (Fernsehfilm)
- 2014–2023: Happy Valley – In einer kleinen Stadt (Happy Valley, Fernsehserie, 17 Episoden)
- 2015: The Last Kingdom (Fernsehserie, 3 Episoden)
- 2016: Rebellion (Mini-Serie, 5 Episoden)
- 2016: To Walk Invisible: The Brontë Sisters (Fernsehfilm)
- 2016: Banshee Betty (Kurzfilm)
- 2017: The Foreigner
- 2017: Inbox (Kurzfilm)
- 2017–2019: Peaky Blinders – Gangs of Birmingham (Peaky Blinders, Fernsehserie, 8 Episoden)
- 2019: Dark Lies the Island
- 2019: The Corrupted – Ein blutiges Erbe (The Corrupted)
- 2020: The Winter Lake
- 2021: Creation Stories
- 2022: Deadline (Fernsehserie)
- 2022–2024: Halo (Fernsehserie, 17 Episoden)
- 2023: Obsession (Miniserie, 4 Episoden)
- 2024: Joy

## Theater (Auswahl)
- 2011: The Silver Tassie by Sean O’Casey, Regie: Garry Hynes, Druid Theatre Company, Lincoln Center
- 2011: Big Maggie by John B. Keane, Regie: Garry Hynes, Druid Theatre Company
- 2011: Pygmalion by George Bernard, Regie: Andrea Ainsworth, Abbey Theatre
- 2011: Disco Pigs by Enda Walsh, Regie: Cathal Cleary, Young Vic
- 2014: Our Few and Evil Days by Mark O’Rowe, Regie: Mark O’Rowe, Abbey Theatre
- 2016: Arlington by Enda Walsh, Regie: Enda Walsh, Black Box Theatre, Galway International Arts Festival
- 2017: Arlington by Enda Walsh, Regie: Enda Walsh, St Ann’s Warehouse, New York
- 2018: The Lieutenant of Inishmore by Martin McDonagh, Regie: Michael Grandage, Noel Coward Theatre

## Auszeichnungen
- 2011: Irish Theatre Awards Best Actress als Eliza Doolittle in Pygmalion
- 2013: Irish Film & Television Academy Best TV Actress für Love/Hate
- 2017: Irish Film & Television Academy Best Actress in a Supporting für Happy Valley – In einer kleinen Stadt
- 2018: Irish Film & Television Academy Best Actress in a Supporting für Peaky Blinders – Gangs of Birmingham